# Élections cantonales de 2004 dans la Somme
Les élections cantonales ont eu lieu les 21 et 28 mars 2004.

## Contexte départemental

### Assemblée départementale sortante
Avant les élections, le conseil général de la Somme est présidé par Alain Gest (UMP). Il comprend 46 conseillers généraux issus des 46 cantons de la Somme. 23 d'entre eux sont renouvelables lors de ces élections.

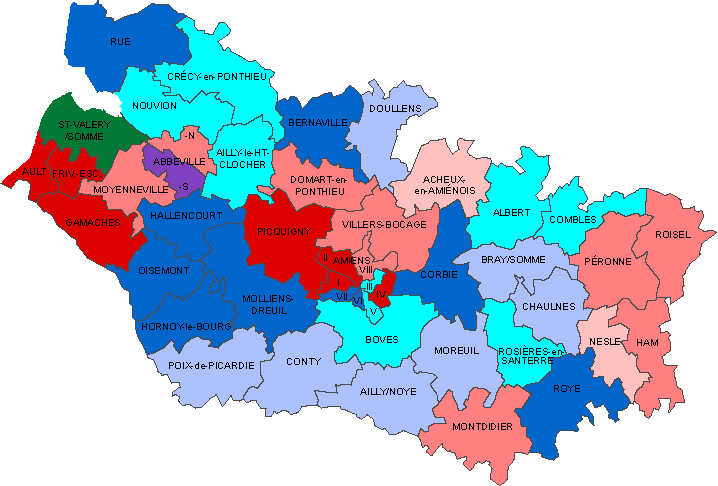
Conseil général avant les élections

| Parti                               | Sigle | Sigle | Élus | Groupe                  |
| ----------------------------------- | ----- | ----- | ---- | ----------------------- |
| Majorité (26 sièges)                |       |       |      |                         |
| Union pour un mouvement populaire   |       | UMP   | 10   | Majorité départementale |
| Union pour la démocratie française  |       | UDF   | 9    | Majorité départementale |
| Divers droite                       |       | DVD   | 7    | Majorité départementale |
| Opposition (18 sièges)              |       |       |      |                         |
| Parti socialiste                    |       | PS    | 9    | Socialiste et apparenté |
| Divers gauche                       |       | DVG   | 1    | Socialiste et apparenté |
| Parti communiste français           |       | PCF   | 7    | Communiste et apparenté |
| Divers gauche                       |       | DVG   | 1    | Communiste et apparenté |
| Divers (2 sièges)                   |       |       |      |                         |
| Chasse, pêche, nature et traditions |       | CPNT  | 1    | CPNT                    |
| Mouvement pour la France            |       | MPF   | 1    | CPNT                    |
| Président du conseil général        |       |       |      |                         |
| Alain Gest (UMP)                    |       |       |      |                         |

## Résultats à l'échelle du département
Répartition départementale des résultats (2e tour).
- PCF (9,21 %)
- PS (28,66 %)
- PRG (1,98 %)
- DVG (3,88 %)
- Verts (6,97 %)
- UMP (26,6 %)
- UDF (7,13 %)
- DVD (12,12 %)
- FN (3,46 %)

| Étiquette      | Étiquette                                | Premier tour | Premier tour | Second tour | Second tour | Sièges |
| Étiquette      | Étiquette                                | Voix         | %            | Voix        | %           | Sièges |
| -------------- | ---------------------------------------- | ------------ | ------------ | ----------- | ----------- | ------ |
|                | Somme à Gauche (PS, Les Verts, PRG, DVG) | 40 701       | 28,65        | 49 940      | 39,59       | 12     |
|                | Parti communiste français                | 17 324       | 12,19        | 11 614      | 9,21        | 2      |
|                | Extrême gauche                           | 6 799        | 4,79         |             |             |        |
|                | Divers gauche                            | 4 984        | 3,51         | 2 388       | 1,89        | 1      |
| Gauche         | Gauche                                   | 69 808       | 49,14        | 63 942      | 50,69       | 15     |
|                |                                          |              |              |             |             |        |
|                | Majorité départementale (UMP, UDF, DVD)  | 46 563       | 32,78        | 55 559      | 44,05       | 8      |
|                | Front national                           | 19 244       | 13,55        | 4 360       | 3,46        | 0      |
|                | Divers droite                            | 5 751        | 4,05         | 2 271       | 1,80        | 0      |
|                | Chasse, pêche, nature et traditions      | 562          | 0,40         |             |             |        |
| Droite         | Droite                                   | 72 120       | 50,78        | 62 190      | 49,31       | 8      |
|                |                                          |              |              |             |             |        |
|                | Divers                                   | 140          | 0,10         |             |             |        |
|                |                                          |              |              |             |             |        |
| Inscrits       | Inscrits                                 | 216 400      | 100          | 187 011     | 100         |        |
| Abstention     | Abstention                               | 66 935       | 30,00        | 53 350      | 28,53       |        |
| Votants        | Votants                                  | 149 465      | 69,07        | 133 661     | 71,47       |        |
| Blancs et nuls | Blancs et nuls                           | 7 397        | 4,95         | 7 529       | 5,63        |        |
| Exprimés       | Exprimés                                 | 142 068      | 95,05        | 126 132     | 94,37       |        |

## Résultats par canton

### Canton d'Abbeville-Nord
| Candidats      | Candidats             | Étiquette      | Premier tour | Premier tour | Second tour | Second tour |
| Candidats      | Candidats             | Étiquette      | Voix         | %            | Voix        | %           |
| -------------- | --------------------- | -------------- | ------------ | ------------ | ----------- | ----------- |
|                | Gilbert Mathon*       | PS             | 3 231        | 40,48        | 4 582       | 56,20       |
|                | Jean-Jacques Leullier | UMP            | 2 665        | 33,39        | 3 571       | 43,80       |
|                | Martine Lamidel       | FN             | 989          | 12,39        |             |             |
|                | Jean-Claude Monflier  | PCF            | 555          | 6,95         |             |             |
|                | Alex Hembert          | EXG            | 331          | 4,15         |             |             |
|                | Youssef Amara         | DVG            | 211          | 2,64         |             |             |
|                |                       |                |              |              |             |             |
| Inscrits       | Inscrits              | Inscrits       | 12 564       | 100,00       | 12 563      | 100,00      |
| Abstention     | Abstention            | Abstention     | 4 180        | 33,27        | 3 903       | 31,07       |
| Votants        | Votants               | Votants        | 8 384        | 66,73        | 8 660       | 68,93       |
| Blancs et nuls | Blancs et nuls        | Blancs et nuls | 402          | 4,79         | 507         | 5,85        |
| Exprimés       | Exprimés              | Exprimés       | 7 982        | 95,21        | 8 153       | 94,15       |

*sortant

### Canton d'Acheux-en-Amiénois
| Candidats      | Candidats          | Étiquette      | Premier tour | Premier tour |
| Candidats      | Candidats          | Étiquette      | Voix         | %            |
| -------------- | ------------------ | -------------- | ------------ | ------------ |
|                | Jean-Paul Nigaut*  | DVG            | 1 831        | 51,64        |
|                | Jackie Pillon      | DVD            | 652          | 18,39        |
|                | Pascal Fradcourt   | UMP            | 520          | 14,66        |
|                | Jacqueline Latruwe | FN             | 391          | 11,03        |
|                | Claude Donnet      | PCF            | 152          | 4,29         |
|                |                    |                |              |              |
| Inscrits       | Inscrits           | Inscrits       | 4 825        | 100,00       |
| Abstention     | Abstention         | Abstention     | 1 126        | 23,34        |
| Votants        | Votants            | Votants        | 3 699        | 76,66        |
| Blancs et nuls | Blancs et nuls     | Blancs et nuls | 153          | 4,14         |
| Exprimés       | Exprimés           | Exprimés       | 3 546        | 95,86        |

*sortant

### Canton d'Ailly-le-Haut-Clocher
| Candidats      | Candidats        | Étiquette      | Premier tour | Premier tour |
| Candidats      | Candidats        | Étiquette      | Voix         | %            |
| -------------- | ---------------- | -------------- | ------------ | ------------ |
|                | Daniel Dubois*   | UDF            | 2 341        | 54,05        |
|                | Nicolas Dumont   | PS             | 1 040        | 24,01        |
|                | Raynald Brasseur | FN             | 600          | 13,85        |
|                | Jean-Luc Gambet  | EXG            | 195          | 4,50         |
|                | Bernard Flutte   | PCF            | 155          | 3,58         |
|                |                  |                |              |              |
| Inscrits       | Inscrits         | Inscrits       | 5 731        | 100,00       |
| Abstention     | Abstention       | Abstention     | 1 206        | 21,04        |
| Votants        | Votants          | Votants        | 4 525        | 78,96        |
| Blancs et nuls | Blancs et nuls   | Blancs et nuls | 194          | 4,29         |
| Exprimés       | Exprimés         | Exprimés       | 4 331        | 95,71        |

*sortant

### Canton d'Albert
| Candidats      | Candidats          | Étiquette      | Premier tour | Premier tour | Second tour | Second tour |
| Candidats      | Candidats          | Étiquette      | Voix         | %            | Voix        | %           |
| -------------- | ------------------ | -------------- | ------------ | ------------ | ----------- | ----------- |
|                | Fernand Demilly*   | UDF            | 4 061        | 45,81        | 4 973       | 54,82       |
|                | Jacques Carliez    | PS             | 1 541        | 17,38        | 4 099       | 45,18       |
|                | Jean-Pierre Dannel | PCF            | 1 271        | 14,34        |             |             |
|                | Chantal Joly       | FN             | 1 174        | 13,24        |             |             |
|                | Thierry Plé        | EXG            | 434          | 4,90         |             |             |
|                | Maryline Poiret    | EXG            | 384          | 4,33         |             |             |
|                |                    |                |              |              |             |             |
| Inscrits       | Inscrits           | Inscrits       | 13 237       | 100,00       | 13 230      | 100,00      |
| Abstention     | Abstention         | Abstention     | 3 970        | 29,99        | 3 635       | 27,48       |
| Votants        | Votants            | Votants        | 9 267        | 70,01        | 9 595       | 72,52       |
| Blancs et nuls | Blancs et nuls     | Blancs et nuls | 402          | 4,34         | 523         | 5,45        |
| Exprimés       | Exprimés           | Exprimés       | 8 865        | 95,66        | 9 072       | 94,55       |

*sortant

### Canton d'Amiens-4-Est
| Candidats      | Candidats          | Étiquette      | Premier tour | Premier tour | Second tour | Second tour |
| Candidats      | Candidats          | Étiquette      | Voix         | %            | Voix        | %           |
| -------------- | ------------------ | -------------- | ------------ | ------------ | ----------- | ----------- |
|                | Jean-Louis Piot    | PS             | 2 409        | 24,56        | 6 638       | 65,21       |
|                | Jacques Lessard    | PCF            | 2 185        | 22,27        | Retrait     | Retrait     |
|                | Yves Cordier       | UMP            | 2 071        | 21,11        | 3 541       | 34,79       |
|                | Jean-Paul Montigny | FN             | 1 305        | 13,30        |             |             |
|                | Chantal Boulet     | DVG            | 825          | 8,41         |             |             |
|                | Éric Lefebvre      | DVG            | 611          | 6,23         |             |             |
|                | Mickaël Evrard     | EXG            | 404          | 4,12         |             |             |
|                |                    |                |              |              |             |             |
| Inscrits       | Inscrits           | Inscrits       | 15 823       | 100,00       | 15 824      | 100,00      |
| Abstention     | Abstention         | Abstention     | 5 585        | 35,30        | 4 965       | 31,38       |
| Votants        | Votants            | Votants        | 10 238       | 64,70        | 10 859      | 68,62       |
| Blancs et nuls | Blancs et nuls     | Blancs et nuls | 428          | 4,18         | 680         | 6,26        |
| Exprimés       | Exprimés           | Exprimés       | 9 810        | 95,82        | 10 179      | 93,74       |

### Canton d'Amiens-5-Sud-Est
| Candidats      | Candidats                   | Étiquette      | Premier tour | Premier tour | Second tour | Second tour |
| Candidats      | Candidats                   | Étiquette      | Voix         | %            | Voix        | %           |
| -------------- | --------------------------- | -------------- | ------------ | ------------ | ----------- | ----------- |
|                | Jean-Claude Broutin*        | UDF            | 3 212        | 37,58        | 4 015       | 44,28       |
|                | Daniel Leroy                | PS             | 2 988        | 34,96        | 5 053       | 55,72       |
|                | Jacqueline Brasseur-Bricour | FN             | 1 002        | 11,72        |             |             |
|                | Laurent Beuvain             | PCF            | 823          | 9,63         |             |             |
|                | Francis Dollé               | EXG            | 281          | 3,29         |             |             |
|                | Franck Bouvier              | EXG            | 242          | 2,83         |             |             |
|                |                             |                |              |              |             |             |
| Inscrits       | Inscrits                    | Inscrits       | 14 851       | 100,00       | 14 851      | 100,00      |
| Abstention     | Abstention                  | Abstention     | 5 859        | 39,45        | 5 204       | 35,04       |
| Votants        | Votants                     | Votants        | 8 992        | 60,55        | 9 647       | 64,96       |
| Blancs et nuls | Blancs et nuls              | Blancs et nuls | 444          | 4,94         | 579         | 6,00        |
| Exprimés       | Exprimés                    | Exprimés       | 8 548        | 95,06        | 9 068       | 94,00       |

*sortant

### Canton d'Amiens-6-Sud
| Candidats      | Candidats           | Étiquette      | Premier tour | Premier tour | Second tour | Second tour |
| Candidats      | Candidats           | Étiquette      | Voix         | %            | Voix        | %           |
| -------------- | ------------------- | -------------- | ------------ | ------------ | ----------- | ----------- |
|                | Hubert Henno*       | UMP            | 2 899        | 45,90        | 3 771       | 55,84       |
|                | Marion Lepresle     | Les Verts      | 1 851        | 29,31        | 2 982       | 44,16       |
|                | Agnès Gambet        | FN             | 617          | 9,77         |             |             |
|                | Fabienne Debeauvais | PCF            | 421          | 6,67         |             |             |
|                | Olivier Bondois     | DVD            | 278          | 4,40         |             |             |
|                | Dominique Scaglia   | EXG            | 250          | 3,96         |             |             |
|                |                     |                |              |              |             |             |
| Inscrits       | Inscrits            | Inscrits       | 10 375       | 100,00       | 10 375      | 100,00      |
| Abstention     | Abstention          | Abstention     | 3 758        | 36,22        | 3 274       | 31,56       |
| Votants        | Votants             | Votants        | 6 617        | 63,78        | 7 101       | 68,44       |
| Blancs et nuls | Blancs et nuls      | Blancs et nuls | 301          | 4,55         | 348         | 4,90        |
| Exprimés       | Exprimés            | Exprimés       | 6 316        | 95,45        | 6 753       | 95,10       |

*sortant

### Canton d'Amiens-7-Sud-Ouest
| Candidats      | Candidats           | Étiquette      | Premier tour | Premier tour | Second tour | Second tour |
| Candidats      | Candidats           | Étiquette      | Voix         | %            | Voix        | %           |
| -------------- | ------------------- | -------------- | ------------ | ------------ | ----------- | ----------- |
|                | Marc Thuilot*       | UMP            | 2 408        | 36,43        | 3 205       | 46,15       |
|                | Jean-Pierre Tétu    | Les Verts      | 1 901        | 28,76        | 3 740       | 53,85       |
|                | Catherine Châtelain | FN             | 1 029        | 15,57        |             |             |
|                | Jean-Luc Leblond    | PCF            | 838          | 12,68        |             |             |
|                | Bruno Paleni        | EXG            | 434          | 6,57         |             |             |
|                |                     |                |              |              |             |             |
| Inscrits       | Inscrits            | Inscrits       | 11 565       | 100,00       | 11 565      | 100,00      |
| Abstention     | Abstention          | Abstention     | 4 688        | 40,54        | 4 250       | 36,75       |
| Votants        | Votants             | Votants        | 6 877        | 59,46        | 7 315       | 63,25       |
| Blancs et nuls | Blancs et nuls      | Blancs et nuls | 267          | 3,88         | 370         | 5,06        |
| Exprimés       | Exprimés            | Exprimés       | 6 610        | 96,12        | 6 945       | 94,94       |

*sortant

### Canton d'Ault
| Candidats      | Candidats               | Étiquette      | Premier tour | Premier tour | Second tour | Second tour |
| Candidats      | Candidats               | Étiquette      | Voix         | %            | Voix        | %           |
| -------------- | ----------------------- | -------------- | ------------ | ------------ | ----------- | ----------- |
|                | Emmanuel Maquet         | DVD            | 2 153        | 37,63        | 3 183       | 52,96       |
|                | Guy Champion*           | PCF            | 1 374        | 24,01        | 2 827       | 47,04       |
|                | Jean-Claude Davergne    | PS             | 1 213        | 21,20        | Retrait     | Retrait     |
|                | Jean-François Wojtysiak | FN             | 703          | 12,29        |             |             |
|                | Alain Boulanger         | EXG            | 279          | 4,88         |             |             |
|                |                         |                |              |              |             |             |
| Inscrits       | Inscrits                | Inscrits       | 8 699        | 100,00       | 8 699       | 100,00      |
| Abstention     | Abstention              | Abstention     | 2 657        | 30,54        | 2 266       | 26,05       |
| Votants        | Votants                 | Votants        | 6 042        | 69,46        | 6 433       | 73,95       |
| Blancs et nuls | Blancs et nuls          | Blancs et nuls | 320          | 5,30         | 423         | 6,58        |
| Exprimés       | Exprimés                | Exprimés       | 5 722        | 94,70        | 6 010       | 93,42       |

*sortant

### Canton de Combles
| Candidats      | Candidats          | Étiquette      | Premier tour | Premier tour |
| Candidats      | Candidats          | Étiquette      | Voix         | %            |
| -------------- | ------------------ | -------------- | ------------ | ------------ |
|                | Dominique Camus*   | UDF            | 1 294        | 59,77        |
|                | Bernard Nobécourt  | PS             | 323          | 14,92        |
|                | Bruno Hagard       | FN             | 264          | 12,19        |
|                | Denis Charpentier  | PCF            | 153          | 7,07         |
|                | Fabienne Deleporte | EXG            | 131          | 6,05         |
|                |                    |                |              |              |
| Inscrits       | Inscrits           | Inscrits       | 3 093        | 100,00       |
| Abstention     | Abstention         | Abstention     | 833          | 26,93        |
| Votants        | Votants            | Votants        | 2 260        | 73,07        |
| Blancs et nuls | Blancs et nuls     | Blancs et nuls | 95           | 4,20         |
| Exprimés       | Exprimés           | Exprimés       | 2 165        | 95,80        |

*sortant

### Canton de Conty
| Candidats      | Candidats        | Étiquette      | Premier tour | Premier tour | Second tour | Second tour |
| Candidats      | Candidats        | Étiquette      | Voix         | %            | Voix        | %           |
| -------------- | ---------------- | -------------- | ------------ | ------------ | ----------- | ----------- |
|                | Guy Lacherez*    | DVD            | 1 845        | 38,79        | 2 314       | 45,49       |
|                | Pascal Dacheux   | Les Verts      | 1 440        | 30,28        | 2 066       | 40,61       |
|                | Pascal Payet     | FN             | 867          | 18,23        | 707         | 13,90       |
|                | Pierre Cuvillier | PCF            | 305          | 6,41         |             |             |
|                | Michel Pruvost   | EXG            | 299          | 6,29         |             |             |
|                |                  |                |              |              |             |             |
| Inscrits       | Inscrits         | Inscrits       | 7 064        | 100,00       | 7 063       | 100,00      |
| Abstention     | Abstention       | Abstention     | 2 003        | 28,36        | 1 739       | 24,62       |
| Votants        | Votants          | Votants        | 5 061        | 71,64        | 5 324       | 75,38       |
| Blancs et nuls | Blancs et nuls   | Blancs et nuls | 305          | 6,03         | 237         | 4,45        |
| Exprimés       | Exprimés         | Exprimés       | 4 756        | 93,97        | 5 087       | 95,55       |

*sortant

### Canton de Corbie
| Candidats      | Candidats          | Étiquette      | Premier tour | Premier tour | Second tour | Second tour |
| Candidats      | Candidats          | Étiquette      | Voix         | %            | Voix        | %           |
| -------------- | ------------------ | -------------- | ------------ | ------------ | ----------- | ----------- |
|                | Alain Gest*        | UMP            | 3 391        | 34,02        | 4 675       | 42,27       |
|                | Isabelle Demaison  | PS             | 2 788        | 27,97        | 5 089       | 46,01       |
|                | Patrice Dalrue     | FN             | 1 659        | 16,64        | 1 297       | 11,73       |
|                | Frédéric Lemoine   | PCF            | 1 399        | 14,03        |             |             |
|                | Jean-Marie Vasseur | EXG            | 500          | 5,02         |             |             |
|                | Jean-Louis Renard  | DVG            | 231          | 2,32         |             |             |
|                |                    |                |              |              |             |             |
| Inscrits       | Inscrits           | Inscrits       | 15 007       | 100,00       | 15 015      | 100,00      |
| Abstention     | Abstention         | Abstention     | 4 464        | 29,75        | 3 589       | 23,90       |
| Votants        | Votants            | Votants        | 10 543       | 70,25        | 11 426      | 76,10       |
| Blancs et nuls | Blancs et nuls     | Blancs et nuls | 575          | 5,45         | 365         | 3,19        |
| Exprimés       | Exprimés           | Exprimés       | 9 968        | 94,55        | 11 061      | 96,81       |

*sortant

### Canton de Doullens
| Candidats      | Candidats            | Étiquette      | Premier tour | Premier tour | Second tour | Second tour |
| Candidats      | Candidats            | Étiquette      | Voix         | %            | Voix        | %           |
| -------------- | -------------------- | -------------- | ------------ | ------------ | ----------- | ----------- |
|                | Christian Vlaeminck* | DVD            | 3 065        | 48,18        | 3 959       | 61,21       |
|                | Pierre Lucas         | DVG            | 1 046        | 16,44        | 2 509       | 38,79       |
|                | Pierre Goullet       | FN             | 845          | 13,28        |             |             |
|                | Pascal Destres       | DVG            | 738          | 11,60        |             |             |
|                | Jacques Rabouille    | PCF            | 395          | 6,21         |             |             |
|                | Jean-Claude Moirez   | EXG            | 272          | 4,28         |             |             |
|                |                      |                |              |              |             |             |
| Inscrits       | Inscrits             | Inscrits       | 9 737        | 100,00       | 9 737       | 100,00      |
| Abstention     | Abstention           | Abstention     | 3 014        | 30,95        | 2 806       | 28,82       |
| Votants        | Votants              | Votants        | 6 723        | 69,05        | 6 931       | 71,18       |
| Blancs et nuls | Blancs et nuls       | Blancs et nuls | 362          | 5,38         | 463         | 6,68        |
| Exprimés       | Exprimés             | Exprimés       | 6 361        | 94,62        | 6 468       | 93,32       |

*sortant

### Canton de Friville-Escarbotin
| Candidats      | Candidats            | Étiquette      | Premier tour | Premier tour | Second tour | Second tour |
| Candidats      | Candidats            | Étiquette      | Voix         | %            | Voix        | %           |
| -------------- | -------------------- | -------------- | ------------ | ------------ | ----------- | ----------- |
|                | Thierry Vansevenant* | PCF            | 2 752        | 43,77        | 4 474       | 70,31       |
|                | Patrick Delaittre    | UMP            | 1 101        | 17,51        | 1 889       | 29,69       |
|                | Liliane Redonnet     | PS             | 967          | 15,38        | Retrait     | Retrait     |
|                | Gabriel Combaret     | FN             | 660          | 10,50        |             |             |
|                | Alex Pauchet         | DVG            | 510          | 8,11         |             |             |
|                | Nadine Leclerc       | EXG            | 298          | 4,74         |             |             |
|                |                      |                |              |              |             |             |
| Inscrits       | Inscrits             | Inscrits       | 9 581        | 100,00       | 9 568       | 100,00      |
| Abstention     | Abstention           | Abstention     | 2 859        | 29,84        | 2 635       | 27,54       |
| Votants        | Votants              | Votants        | 6 722        | 70,16        | 6 933       | 72,46       |
| Blancs et nuls | Blancs et nuls       | Blancs et nuls | 434          | 6,46         | 570         | 8,22        |
| Exprimés       | Exprimés             | Exprimés       | 6 288        | 93,54        | 6 363       | 91,78       |

*sortant

### Canton de Gamaches
| Candidats      | Candidats           | Étiquette      | Premier tour | Premier tour | Second tour | Second tour |
| Candidats      | Candidats           | Étiquette      | Voix         | %            | Voix        | %           |
| -------------- | ------------------- | -------------- | ------------ | ------------ | ----------- | ----------- |
|                | Jacques Pecquery*   | PCF            | 2 340        | 34,74        | 4 313       | 63,94       |
|                | Frédéric Tuncq      | UMP            | 1 213        | 18,01        | 2 432       | 36,06       |
|                | Claude Bardoux      | PS             | 1 164        | 17,28        | Retrait     | Retrait     |
|                | Nicolas Ple         | DVD            | 827          | 12,28        |             |             |
|                | Jean-François Colas | FN             | 784          | 11,64        |             |             |
|                | Aude Jacqmin        | EXG            | 267          | 3,96         |             |             |
|                | Joël Duchaussoy     | SE             | 140          | 2,08         |             |             |
|                |                     |                |              |              |             |             |
| Inscrits       | Inscrits            | Inscrits       | 9 708        | 100,00       | 9 704       | 100,00      |
| Abstention     | Abstention          | Abstention     | 2 499        | 25,74        | 2 324       | 23,95       |
| Votants        | Votants             | Votants        | 7 209        | 74,26        | 7 380       | 76,05       |
| Blancs et nuls | Blancs et nuls      | Blancs et nuls | 474          | 6,58         | 635         | 8,60        |
| Exprimés       | Exprimés            | Exprimés       | 6 735        | 93,42        | 6 745       | 91,40       |

*sortant

### Canton de Molliens-Dreuil
| Candidats      | Candidats            | Étiquette      | Premier tour | Premier tour | Second tour | Second tour |
| Candidats      | Candidats            | Étiquette      | Voix         | %            | Voix        | %           |
| -------------- | -------------------- | -------------- | ------------ | ------------ | ----------- | ----------- |
|                | Jean-Jacques Stoter  | PRG            | 1 421        | 27,07        | 2 498       | 44,26       |
|                | Alain Desfosses      | DVD            | 1 236        | 23,54        | 2 246       | 39,79       |
|                | Francis Magnier      | FN             | 880          | 16,76        | 900         | 15,95       |
|                | Jean-Marie Snauwaert | DVD            | 667          | 12,70        |             |             |
|                | Joël Girard          | DVD            | 573          | 10,91        |             |             |
|                | Françoise Boulanger  | EXG            | 245          | 4,67         |             |             |
|                | Josette Rougerie     | PCF            | 228          | 4,34         |             |             |
|                |                      |                |              |              |             |             |
| Inscrits       | Inscrits             | Inscrits       | 7 779        | 100,00       | 7 778       | 100,00      |
| Abstention     | Abstention           | Abstention     | 2 040        | 26,22        | 1 883       | 24,21       |
| Votants        | Votants              | Votants        | 5 739        | 73,78        | 5 895       | 75,79       |
| Blancs et nuls | Blancs et nuls       | Blancs et nuls | 489          | 8,52         | 251         | 4,26        |
| Exprimés       | Exprimés             | Exprimés       | 5 250        | 91,48        | 5 644       | 95,74       |

### Canton de Montdidier
| Candidats      | Candidats              | Étiquette      | Premier tour | Premier tour | Second tour | Second tour |
| Candidats      | Candidats              | Étiquette      | Voix         | %            | Voix        | %           |
| -------------- | ---------------------- | -------------- | ------------ | ------------ | ----------- | ----------- |
|                | Catherine Le Tyrant*   | PS             | 2 348        | 40,72        | 3 448       | 56,63       |
|                | Jean Heintz            | UMP            | 1 983        | 34,39        | 2 641       | 43,37       |
|                | Norbert Fontaine       | FN             | 849          | 14,72        |             |             |
|                | Gérard Browet          | PCF            | 308          | 5,34         |             |             |
|                | Jean-Paul Priso Bénamé | EXG            | 278          | 4,82         |             |             |
|                |                        |                |              |              |             |             |
| Inscrits       | Inscrits               | Inscrits       | 8 832        | 100,00       | 8 829       | 100,00      |
| Abstention     | Abstention             | Abstention     | 2 793        | 31,62        | 2 399       | 27,17       |
| Votants        | Votants                | Votants        | 6 039        | 68,38        | 6 430       | 72,83       |
| Blancs et nuls | Blancs et nuls         | Blancs et nuls | 273          | 4,52         | 341         | 5,30        |
| Exprimés       | Exprimés               | Exprimés       | 5 766        | 95,48        | 6 089       | 94,70       |

*sortant

### Canton de Moyenneville
| Candidats      | Candidats          | Étiquette      | Premier tour | Premier tour | Second tour | Second tour |
| Candidats      | Candidats          | Étiquette      | Voix         | %            | Voix        | %           |
| -------------- | ------------------ | -------------- | ------------ | ------------ | ----------- | ----------- |
|                | Philippe Arcillon* | PS             | 1 618        | 32,10        | 2 792       | 55,84       |
|                | Brigitte Firmin    | UMP            | 1 142        | 22,66        | 2 208       | 44,16       |
|                | Hubert Séré        | DVD            | 721          | 14,31        |             |             |
|                | Liliane Lefort     | FN             | 659          | 13,08        |             |             |
|                | Sylviane Beaurain  | PCF            | 490          | 9,72         |             |             |
|                | Francine Varlet    | EXG            | 247          | 4,90         |             |             |
|                | Jacky Leleu        | DVG            | 163          | 3,23         |             |             |
|                |                    |                |              |              |             |             |
| Inscrits       | Inscrits           | Inscrits       | 7 227        | 100,00       | 7 231       | 100,00      |
| Abstention     | Abstention         | Abstention     | 1 831        | 25,34        | 1 688       | 23,34       |
| Votants        | Votants            | Votants        | 5 396        | 74,66        | 5 543       | 76,66       |
| Blancs et nuls | Blancs et nuls     | Blancs et nuls | 356          | 6,60         | 543         | 9,80        |
| Exprimés       | Exprimés           | Exprimés       | 5 040        | 93,40        | 5 000       | 90,20       |

*sortant

### Canton de Nesle
| Candidats      | Candidats            | Étiquette      | Premier tour | Premier tour | Second tour | Second tour |
| Candidats      | Candidats            | Étiquette      | Voix         | %            | Voix        | %           |
| -------------- | -------------------- | -------------- | ------------ | ------------ | ----------- | ----------- |
|                | Paul Pilot*          | DVG            | 1 695        | 39,70        | 2 388       | 55,50       |
|                | Christian Vereecke   | DVD            | 1 152        | 26,98        | 1 316       | 30,58       |
|                | Joelito Allard       | PS             | 626          | 14,66        | Retrait     | Retrait     |
|                | Jean-Philippe Jardin | FN             | 613          | 14,36        | 599         | 13,92       |
|                | Marc d'Azemar        | EXG            | 184          | 4,31         |             |             |
|                |                      |                |              |              |             |             |
| Inscrits       | Inscrits             | Inscrits       | 5 981        | 100,00       | 5 980       | 100,00      |
| Abstention     | Abstention           | Abstention     | 1 546        | 25,85        | 1 499       | 25,07       |
| Votants        | Votants              | Votants        | 4 435        | 74,15        | 4 481       | 74,93       |
| Blancs et nuls | Blancs et nuls       | Blancs et nuls | 165          | 3,72         | 178         | 3,97        |
| Exprimés       | Exprimés             | Exprimés       | 4 270        | 96,28        | 4 303       | 96,03       |

*sortant

### Canton de Roisel
| Candidats      | Candidats           | Étiquette      | Premier tour | Premier tour |
| Candidats      | Candidats           | Étiquette      | Voix         | %            |
| -------------- | ------------------- | -------------- | ------------ | ------------ |
|                | Michel Boulogne*    | PS             | 2 255        | 53,17        |
|                | Philippe Ryckebusch | UMP            | 1 060        | 24,99        |
|                | Francine Fournet    | FN             | 487          | 11,48        |
|                | Pierre Decarnelle   | PCF            | 279          | 6,58         |
|                | Laurence Debarge    | EXG            | 103          | 2,43         |
|                | Gilbert Quinquis    | DVD            | 57           | 1,34         |
|                |                     |                |              |              |
| Inscrits       | Inscrits            | Inscrits       | 5 885        | 100,00       |
| Abstention     | Abstention          | Abstention     | 1 536        | 26,10        |
| Votants        | Votants             | Votants        | 4 349        | 73,90        |
| Blancs et nuls | Blancs et nuls      | Blancs et nuls | 108          | 2,48         |
| Exprimés       | Exprimés            | Exprimés       | 4 241        | 97,52        |

*sortant

### Canton de Roye
| Candidats      | Candidats            | Étiquette      | Premier tour | Premier tour | Second tour | Second tour |
| Candidats      | Candidats            | Étiquette      | Voix         | %            | Voix        | %           |
| -------------- | -------------------- | -------------- | ------------ | ------------ | ----------- | ----------- |
|                | Georges Loisier*     | UMP            | 2 484        | 40,99        | 2 805       | 43,26       |
|                | Christine Lefevre    | PS             | 1 866        | 30,79        | 2 822       | 43,52       |
|                | Martine Zolinerowski | FN             | 966          | 15,94        | 857         | 13,22       |
|                | Patrice Caron        | PCF            | 406          | 6,70         |             |             |
|                | Laurent Barbier      | EXG            | 338          | 5,58         |             |             |
|                |                      |                |              |              |             |             |
| Inscrits       | Inscrits             | Inscrits       | 9 322        | 100,00       | 9 320       | 100,00      |
| Abstention     | Abstention           | Abstention     | 2 955        | 31,70        | 2 601       | 27,91       |
| Votants        | Votants              | Votants        | 6 367        | 68,30        | 6 719       | 72,09       |
| Blancs et nuls | Blancs et nuls       | Blancs et nuls | 307          | 4,82         | 235         | 3,50        |
| Exprimés       | Exprimés             | Exprimés       | 6 060        | 95,18        | 6 484       | 96,50       |

*sortant

### Canton de Rue
| Candidats      | Candidats         | Étiquette      | Premier tour | Premier tour | Second tour | Second tour |
| Candidats      | Candidats         | Étiquette      | Voix         | %            | Voix        | %           |
| -------------- | ----------------- | -------------- | ------------ | ------------ | ----------- | ----------- |
|                | Jean-Louis Wadoux | UMP            | 1 881        | 28,84        | 2 815       | 41,96       |
|                | Claude Hertault   | DVD            | 1 448        | 22,20        | 2 271       | 33,86       |
|                | Daniel Graveline  | PS             | 1 014        | 15,54        | 1 622       | 24,18       |
|                | Alain Daile       | FN             | 760          | 11,65        |             |             |
|                | Michel Blondin    | CPNT           | 562          | 8,62         |             |             |
|                | Daniel Boudeville | DVD            | 528          | 8,09         |             |             |
|                | Hervé Prin        | PCF            | 177          | 2,71         |             |             |
|                | Michel Dequen     | EXG            | 153          | 2,35         |             |             |
|                |                   |                |              |              |             |             |
| Inscrits       | Inscrits          | Inscrits       | 9 679        | 100,00       | 9 679       | 100,00      |
| Abstention     | Abstention        | Abstention     | 2 950        | 30,48        | 2 690       | 27,79       |
| Votants        | Votants           | Votants        | 6 729        | 69,52        | 6 989       | 72,21       |
| Blancs et nuls | Blancs et nuls    | Blancs et nuls | 206          | 3,06         | 281         | 4,02        |
| Exprimés       | Exprimés          | Exprimés       | 6 523        | 96,94        | 6 708       | 95,98       |

### Canton de Villers-Bocage
| Candidats      | Candidats          | Étiquette      | Premier tour | Premier tour |
| Candidats      | Candidats          | Étiquette      | Voix         | %            |
| -------------- | ------------------ | -------------- | ------------ | ------------ |
|                | Christian Manable* | PS             | 3 820        | 55,24        |
|                | Hervé Lassalas     | UDF            | 1 386        | 20,04        |
|                | Bernard Grebent    | FN             | 1 141        | 16,50        |
|                | Christelle Delgove | PCF            | 318          | 4,60         |
|                | Chantal Jadoul     | EXG            | 250          | 3,62         |
|                |                    |                |              |              |
| Inscrits       | Inscrits           | Inscrits       | 9 835        | 100,00       |
| Abstention     | Abstention         | Abstention     | 2 583        | 26,26        |
| Votants        | Votants            | Votants        | 7 252        | 73,74        |
| Blancs et nuls | Blancs et nuls     | Blancs et nuls | 337          | 4,65         |
| Exprimés       | Exprimés           | Exprimés       | 6 915        | 95,35        |

*sortant

## Conseil général élu

### Liste des élus
| Canton                | Conseiller sortant  | Étiquette  | Candidat élu        | Étiquette  |
| --------------------- | ------------------- | ---------- | ------------------- | ---------- |
| Abbeville-Nord        | Gilbert Mathon      | PS         | Gilbert Mathon      | PS         |
| Acheux-en-Amiénois    | Jean-Paul Nigaut    | DVG        | Jean-Paul Nigaut    | DVG        |
| Ailly-le-Haut-Clocher | Daniel Dubois       | UDF        | Daniel Dubois       | UDF        |
| Albert                | Fernand Demilly     | UDF        | Fernand Demilly     | UDF        |
| Amiens-Est            | Liliane Brunet      | PCF        | Jean-Louis Piot     | PS         |
| Amiens-Sud-Est        | Jean-Claude Broutin | UDF        | Daniel Leroy        | PS         |
| Amiens-Sud            | Hubert Henno        | UMP        | Hubert Henno        | UMP        |
| Amiens-Sud-Ouest      | Marc Thuilot        | UMP        | Jean-Pierre Tétu    | EELV       |
| Ault                  | Guy Champion        | PCF        | Emmanuel Maquet     | DVD        |
| Combles               | Dominique Camus     | UDF        | Dominique Camus     | UDF        |
| Conty                 | Guy Lacherez        | DVD        | Guy Lacherez        | DVD        |
| Corbie                | Alain Gest          | UMP        | Isabelle Demaison   | PS         |
| Doullens              | Christian Vlaeminck | DVD        | Christian Vlaeminck | DVD        |
| Friville-Escarbotin   | Thierry Vansevenant | PCF        | Thierry Vansevenant | PCF        |
| Gamaches              | Jacques Pecquery    | PCF        | Jacques Pecquery    | PCF        |
| Molliens-Dreuil       | Jean Dhalluin *     | UMP        | Jean-Jacques Stoter | PRG        |
| Montdidier            | Catherine Le Tyrant | PS         | Catherine Le Tyrant | PS         |
| Moyenneville          | Philippe Arcillon   | PS         | Philippe Arcillon   | PS         |
| Nesle                 | Paul Pilot          | PCF (app.) | Paul Pilot          | PCF (app.) |
| Roisel                | Michel Boulogne     | PS         | Michel Boulogne     | PS         |
| Roye                  | Georges Loisier     | UMP        | Christine Lefèvre   | PS         |
| Rue                   | Pierre Bamière *    | UMP        | Jean-Louis Wadoux   | UMP        |
| Villers-Bocage        | Christian Manable   | PS         | Christian Manable   | PS         |

*Conseillers généraux sortants ne se représentant pas

### Élus
| Partis       | Partis                             | Conseillers sortants | Conseillers élus | Évolution     |
| ------------ | ---------------------------------- | -------------------- | ---------------- | ------------- |
|              | Parti socialiste                   | 5                    | 9                | 4             |
|              | Parti communiste français          | 4                    | 2                | 2             |
|              | Divers gauche                      | 2                    | 2                | en stagnation |
|              | Parti radical de gauche            | 0                    | 1                | 1             |
|              | Les Verts                          | 0                    | 1                | 1             |
| Total Gauche | Total Gauche                       | 11                   | 15               | 4             |
|              | Union pour la démocratie française | 4                    | 3                | 1             |
|              | Divers Droite                      | 2                    | 3                | 1             |
|              | Union pour un mouvement populaire  | 6                    | 2                | 4             |
| Total Droite | Total Droite                       | 12                   | 8                | 4             |

### Groupes politiques

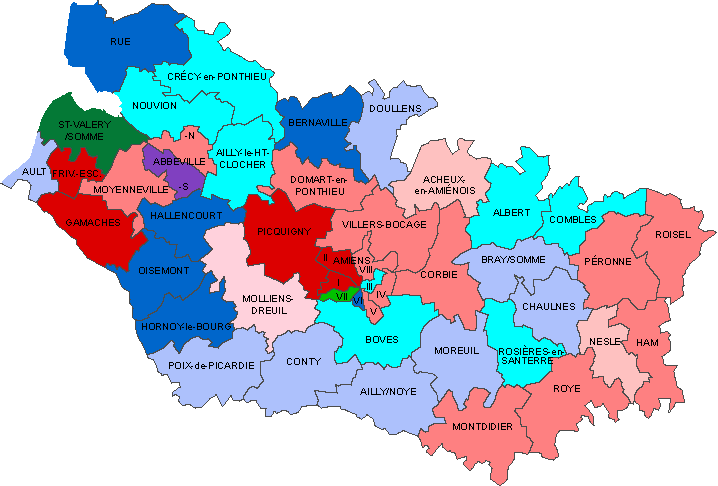
Conseil général après les élections

| Parti                               | Sigle | Sigle | Élus | Groupe                    |
| ----------------------------------- | ----- | ----- | ---- | ------------------------- |
| Majorité (24 sièges)                |       |       |      |                           |
| Union pour la démocratie française  |       | UDF   | 8    | UDF                       |
| Union pour un mouvement populaire   |       | UMP   | 6    | UMP et apparentés         |
| Mouvement pour la France            |       | MPF   | 1    | UMP et apparentés         |
| Divers droite                       |       | DVD   | 1    | UMP et apparentés         |
| Divers droite                       |       | DVD   | 7    | En Somme pour tous        |
| Chasse, pêche, nature et traditions |       | CPNT  | 1    | En Somme pour tous        |
| Opposition (22 sièges)              |       |       |      |                           |
| Parti socialiste                    |       | PS    | 13   | Somme à Gauche            |
| Divers gauche                       |       | DVG   | 1    | Somme à Gauche            |
| Parti radical de gauche             |       | PRG   | 1    | Somme à Gauche            |
| Les Verts                           |       | VEC   | 1    | Somme à Gauche            |
| Parti communiste français           |       | PCF   | 5    | Communistes et apparentés |
| Divers gauche                       |       | DVG   | 1    | Communistes et apparentés |
| Président du conseil général        |       |       |      |                           |
| Daniel Dubois (UDF)                 |       |       |      |                           |

### Exécutif
| Titulaire | Titulaire           | Fonction           | Compétences                                     |
| --------- | ------------------- | ------------------ | ----------------------------------------------- |
|           | Daniel Dubois       | Président          |                                                 |
|           | Jérôme Bignon       | 1er Vice-président | Développement durable et environnement          |
|           | Pierre Martin       | 2e Vice-président  | Education, sports et loisirs                    |
|           | Pierre Daniel       | 3e Vice-président  | Infrastructures, transports, sécurité           |
|           | Hubert Henno        | 4e Vice-président  | Relations internationales                       |
|           | Christian Vlaeminck | 5e Vice-président  | Finances                                        |
|           | Philippe Beauvisage | 6e Vice-président  | Développement économique, agriculture et emploi |
|           | Philippe Cheval     | 7e Vice-président  | Développement culturel                          |
|           | Isabelle Griffoin   | 8e Vice-présidente | Famille, autonomie et solidarités               |
|           | Daniel Capon        | 9e Vice-président  | Insertion et retour à l’activité                |
|           | Regis Lécuyer       | 10e Vice-président | Aménagement rural                               |
|           | Nicolas Lottin      | 11e Vice-président | Commerce, artisanat et traditions               |
|           | Guy Lacherez        | 12e Vice-président | Patrimoine départemental et habitat             |
|           | Yves Butel          | 13e Vice-président | Tourisme                                        |